# 사천서원
사천서원(沙川書院)은 대한민국 경기도 양주군에 위치한 조선 시대의 서원이다. 1712년에 창건되었으며, 남을진(南乙珍), 조견(趙損)을 제향하고 있다.